# Steve Bruce
Stephen Roger "Steve" Bruce (sinh ngày 31 tháng 12 năm 1960, tại Corbridge, gần Hexham, Northumberland, Anh) là một cựu cầu thủ và huấn luyện viên bóng đá người Anh. Trong sự nghiệp của mình ông từng khoác áo các câu lạc bộ Gillingham, Norwich City, Manchester United, Birmingham City, Sheffield United.

## Danh hiệu

### Cầu thủ

#### Norwich City
- Football League Cup: 1984–85[1]
- Football League Second Division: 1985–86[2]

#### Manchester United
- Premier League: 1992-93, 1993-94, 1995-96[3]
- FA Cup: 1989–90,[4] 1993–94, 1995–96[5]
- Football League Cup: 1991–92[5]
- FA Charity Shield: 1990 (đồng đoạt cúp),[5][6] 1993,[5] 1994[5]
- European Cup Winners' Cup: 1990–91[7]
- UEFA Super Cup: 1991[5]

### Huấn luyện viên

#### Birmingham City
- Football League Championship á quân: 2006–07[8]
- Football League First Division play-offs: 2002[9]

#### Hull City
- FA Cup á quân: 2013–14[10]
- Football League Championship á quân: 2012–13[11]
- Football League Championship play-offs: 2016[12]